# أهوار العراق
هي مجموعة المسطحات المائية التي تغطي الأراضي المنخفضة الواقعة في جنوبي السهل الرسوبي العراقي، وتكون على شكل مثلث تقع مدن العمارة والناصرية والبصرة وذي قار وميسان يعلى رؤوسه. وتتسع مساحة الأراضي المغطاة بالمياه وقت الفيضان في أواخر الشتاء وخلال الربيع وتتقلص أيام الصيهود.
وتتراوح مساحتها 35-40 ألف كيلو متر مربع.
وأطلق العرب الأوائل على هذه المناطق اسم «البطائح»، جمع بطيحة، لأن المياه تبطحت فيها، أي سالت واتسعت في الأرض وكان ينبت فيها القصب.

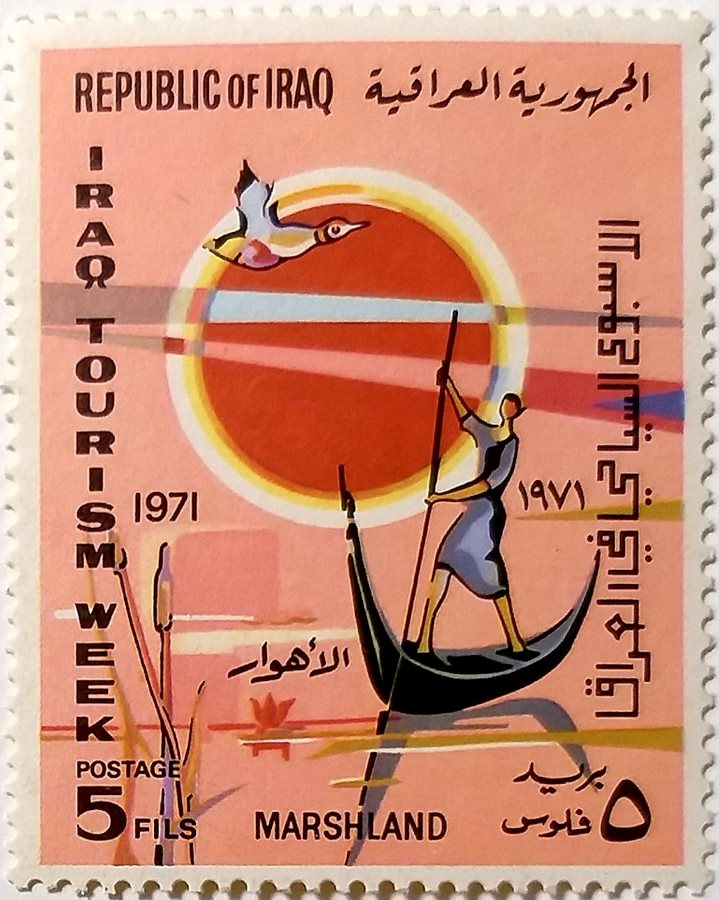
طابع بريدي عراقي فئة 5 فلوس صدر عام 1971 يصور الأهوار، صدر للترويج للأسبوع السياحي في العراق

في يوم 17 يوليو تموز 2016 وافق اليونسكو على وضع الأهوار ضمن لائحة التراث العالمي كمحمية طبيعية دولية بالإضافة إلى المدن الأثرية القديمة الموجودة بالقرب منها مثل أور وإريدو والوركاء.

## الموقع
تقع منطقة الأهوار بين دائرتي عرض 50 30ْ و50 32ْ شمالاً، وبين الحدود الإيرانية من الشرق، وحافة الهضبة
من الغرب.

## التقسيم الجغرافي
تقسم جغرافيا إلى مجموعتين:

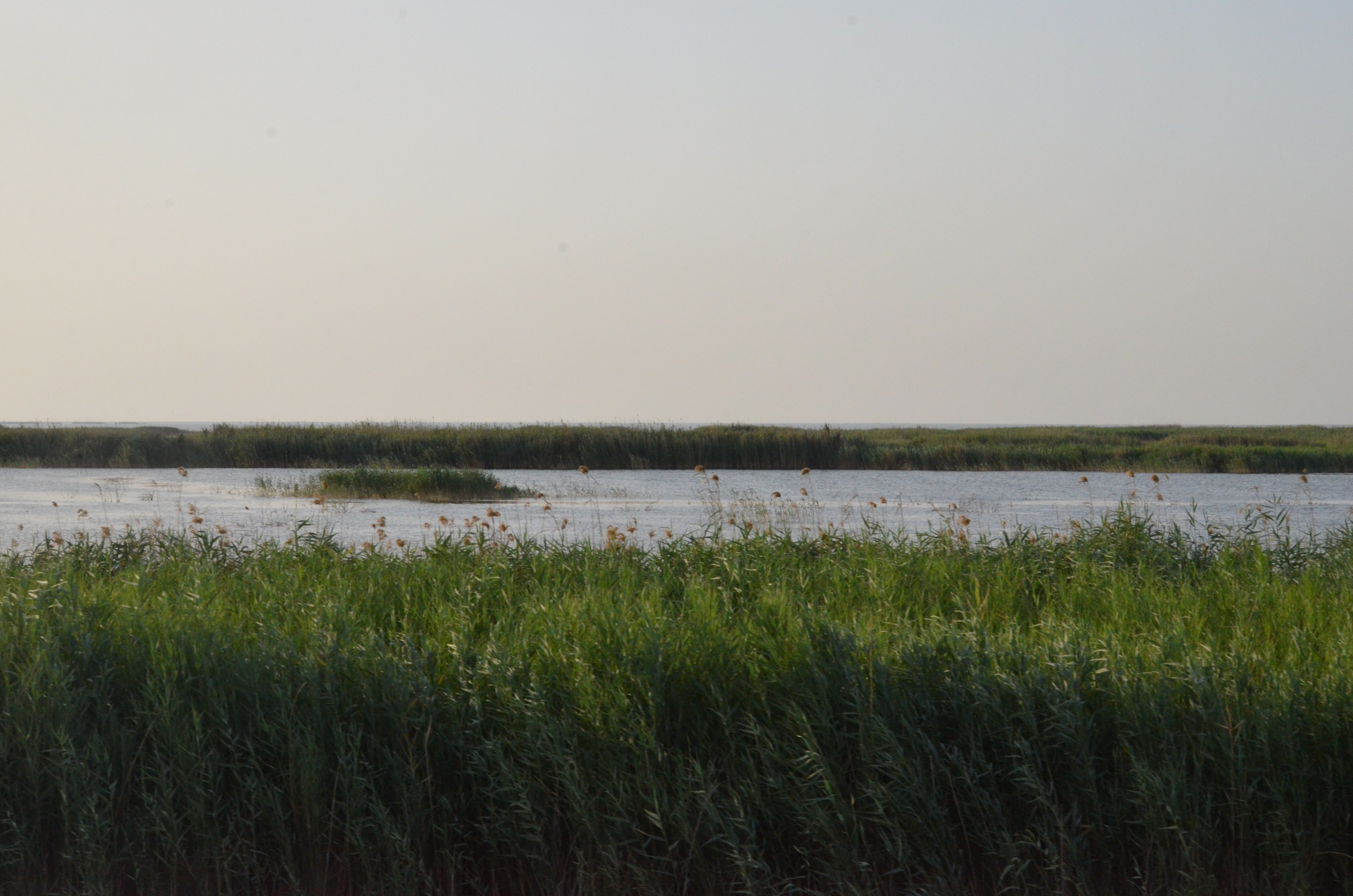
هور الدلمج

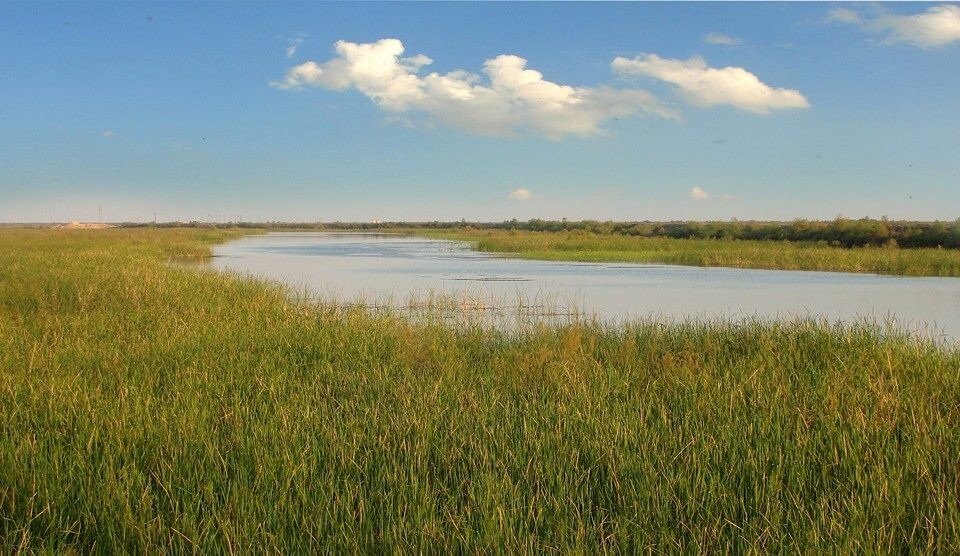
أحد الاهوار جنوب الفرات

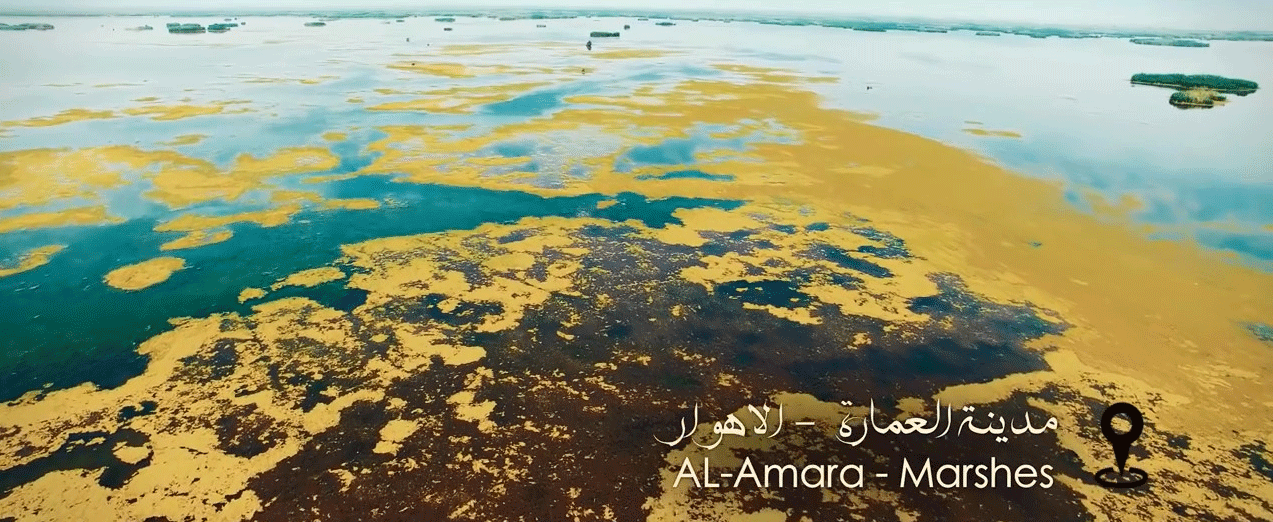
اهوار ميسان

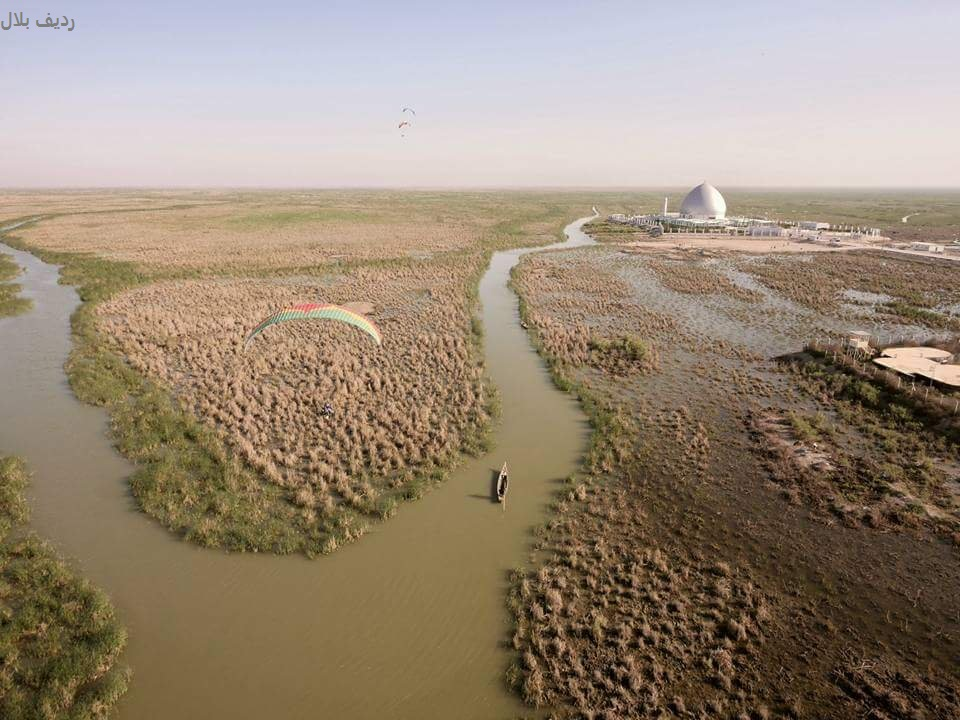
الأهوار في الجبايش

- مجموعة الأهوار الواقعة شرقي نهر دجلة وأهمها الحويزة وتبلغ مساحتها داخل العراق نحو 2863 كيلومتراً مربعاً.
- الأهوار الواقعة غربي دجلة وأهمها هور الحمَّار الذي تبلغ مساحته نحو 2441 كيلومتراً مربعاً.
- أهوار الفرات التي تمتد من الخضر إلى الكفل بين فرعي الفرات (الحلة والهندية). وتتألف من عدد من الأهوار الصغيرة.[5]

تبلغ مساحة إجمالي الأهوار، فقد تراوحت تقديراتها بين 9000 و20000 كيلومتراً مربعاً، وتبلغ مساحتها بحسب تقديرات أخرى على أساس وحداتها الإدارية الصغرى والبالغة 20 ناحية ضمن المحافظات الثلاث التي تقع فيها منطقة الأهوار وهي محافظات (ميسان – ذي قار- البصرة) التي تعتبر مراكز التوازن المكاني والسكاني فيها.
ويعيش سكان الأهوار في جزر صغيرة طبيعية أو مصنعة في الأهوار، ويستخدمون نوعا من الزوارق يسمى بالمشحوف في تنقلهم وترحالهم.

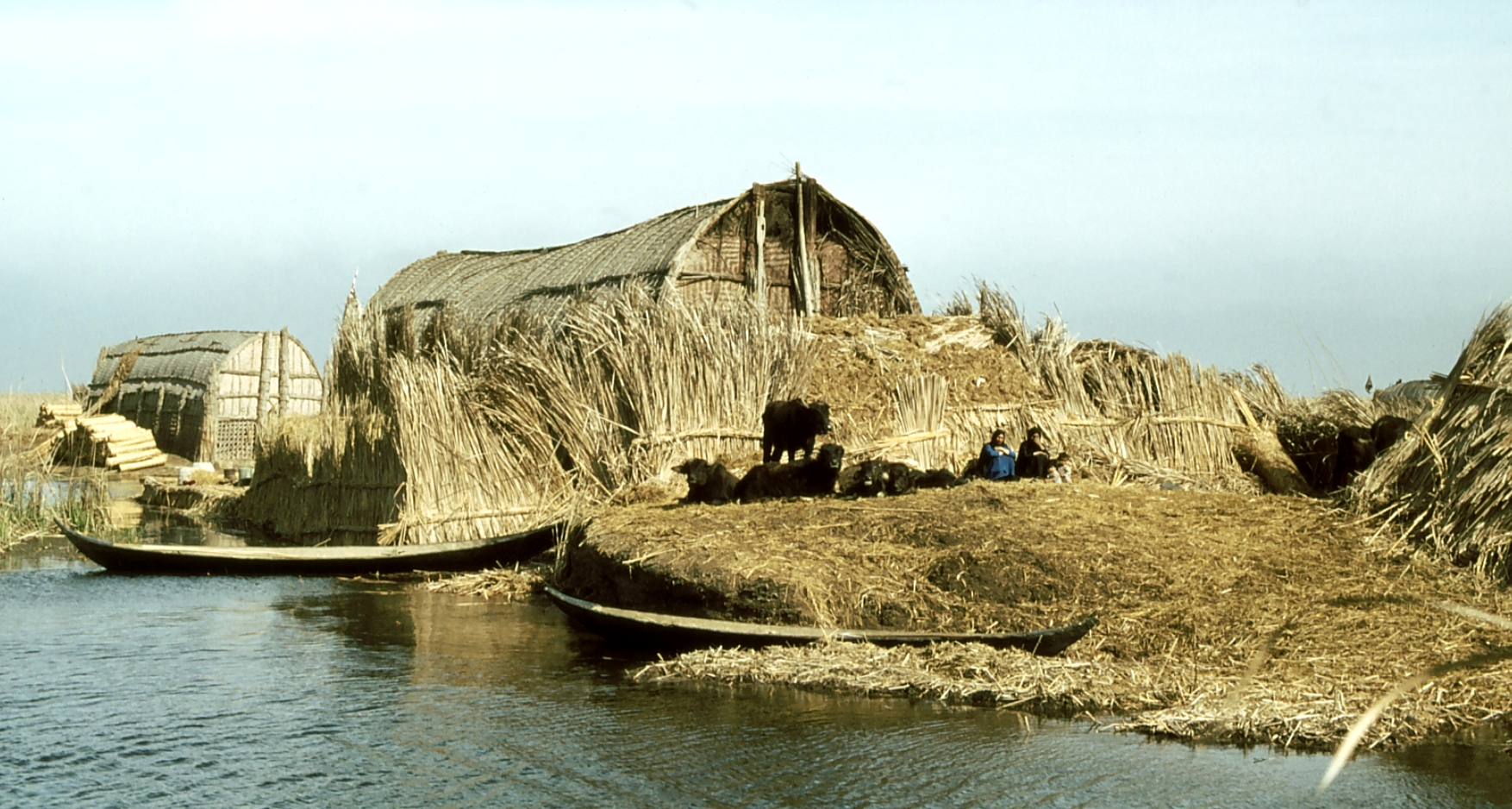
بيوت القصب في أهوار العراق 1978

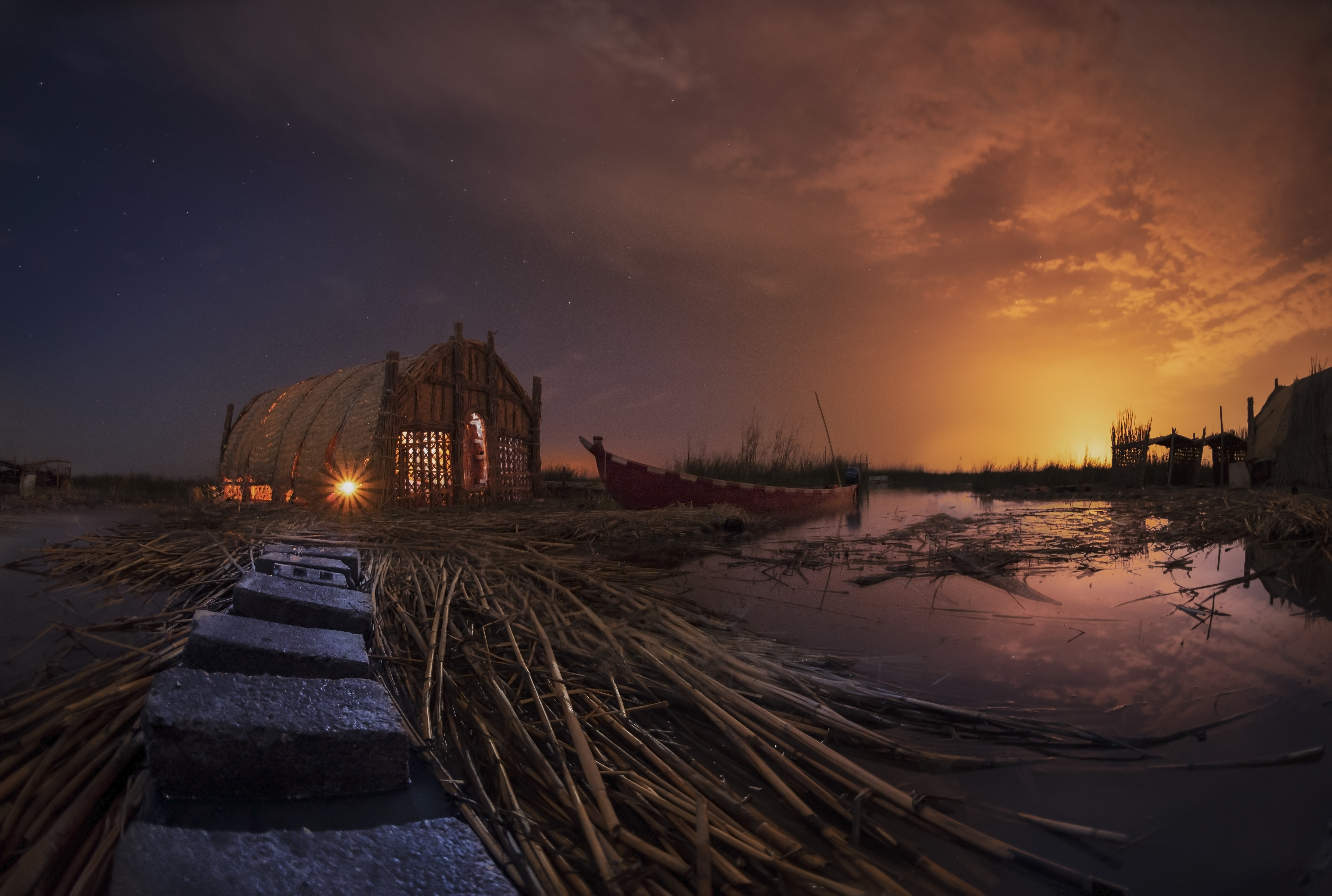
أهوار العراق ليلا تجمع بين البيت القصب والمشحوف والماء

للأهوار تأثير إيجابي على البيئة فهي تعتبر مصدر جيد لتوفير الكثير من المواد الغذائية من الأسماك والطيور والمواد الزراعية التي تعتمد على وفرة وديمومة المياه مثل الرز وقصب السكر.

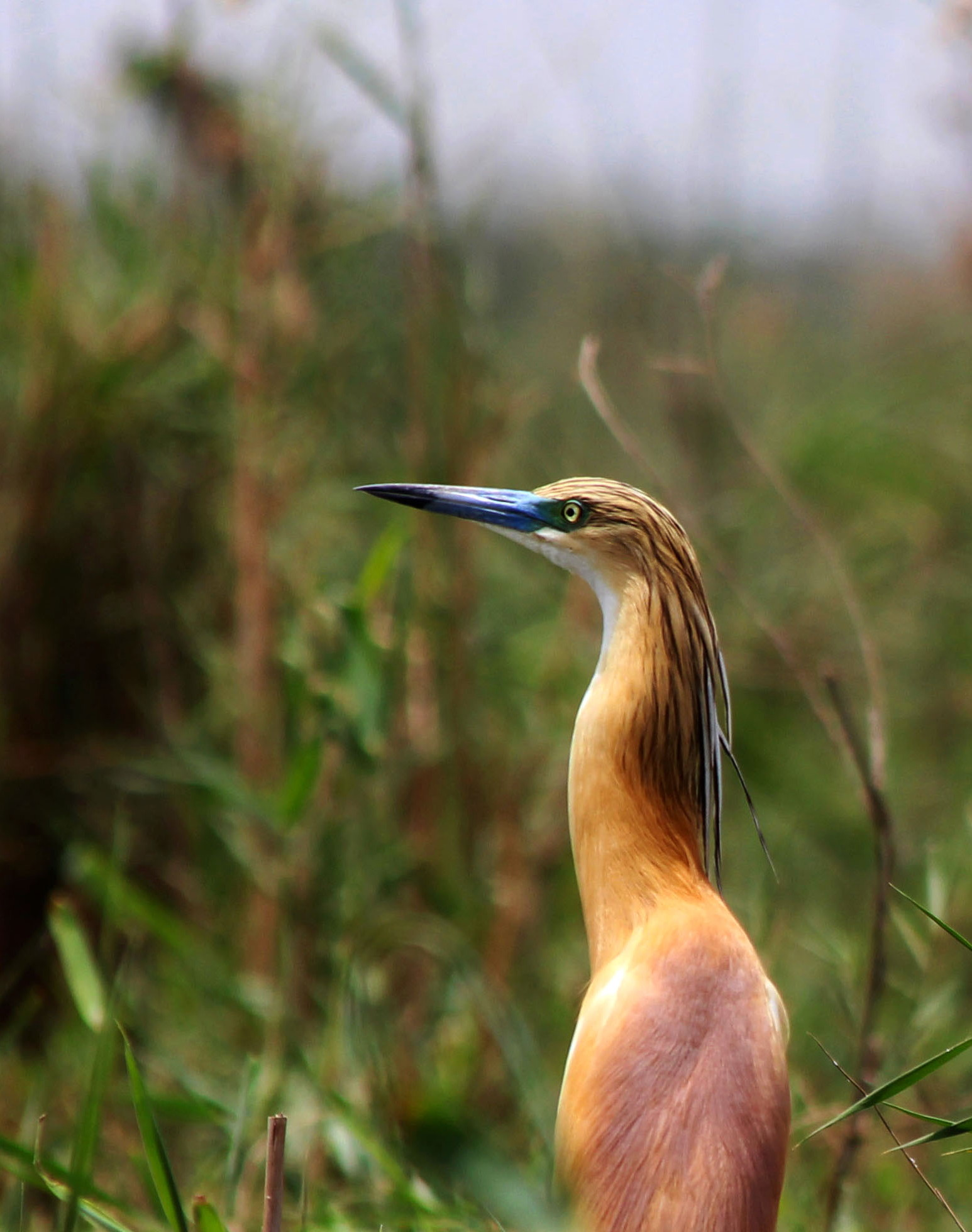
البلشون الذهبي في الأهوار الوسطى جنوب العراق

ويعتقد البعض أن المنطقة هي الموقع الذي يُطلق عليه العهد القديم «جنات عدن».
وتشير الدراسات والبحوث التاريخية والأثرية إلى أن هذه المنطقة هي المكان الذي ظهرت فيه ملامح السومريين وحضاراتهم وتوضح ذلك الآثار والنقوش السومرية المكتشفة.[بحاجة لمصدر]
ظهرت فكرة تجفيف هور الحمّار في تقرير وليم ويلكوكس عام 1911 عندما اقترح تنفيذ ربط نهاية نهر الفرات في منطقة الطار مع مخرج هور الحمّار في مدينة الجبايش ووضع سداد لهذا المجرى على الجانبين ليحرم هور الحمّار من أهم مصادره المائية ونفذ هذا المقترح في ثمانينات القرن الماضي باسم الحفار، كما ظهر تجفيف هور الحمار في تقرير شركة تبيت وشركاؤها عام 1958 باسم مشروع ري وبزل المالحة وقد تعرضت للتجفيف في التسعينيات من القرن الماضي وتحديداً بعد انتفاضة عام 1991 أو ما يعرف بــالانتفاضة الشعبانية، عقاباً لسكان الأهوار الذين قاموا بانتفاضة ضد نظام صدام حسين. ولم يتبقى سوى 4% من إجمالي مساحتها بعد تجفيف 96% منها، إلا أن الحكومة الحالية قد بدأت بمشاريع لتنمية الأهوار، حيث تعد الآن الأهوار من أجمل المناطق السياحية في العراق.

### المركز
المقال الرئيسي: الأهوار الوسطى
تستقبل الأهوار الوسطى المياه من تدفقات روافد دجلة، وهي شط المؤمنة والمجر الكبير جنوب العمارة. يمثل دجلة الحدود الشرقية للأهوار بينما يمثل نهر الفرات حدودها الجنوبية. تغطي الأهوار مساحة 3000 كم2 (1200 ميل مربع)، وتتألف الأهوار من أحواض القصب والعديد من البحيرات الدائمة بما في ذلك بحيرة أم البني. وتعتبر بحيرتا الزكري وهور أم البني من البحيرات البارزة التي يبلغ عمقها 3 أمتار (9.8 قدم).

### الحمار
المقال الرئيسي: هور الحمار
تتغذى أهوار الحمار بشكل أساسي من نهر الفرات وتقع جنوبه مع امتدادها الغربي إلى الناصرية والحدود الشرقية لشط العرب والحد الجنوبي للبصرة. تبلغ مساحة الأهوار عادةً 2800 كم2 (1100 ميل مربع) من الأهوار والبحيرات الدائمة، لكن خلال فترات الفيضان يمكن أن تمتد إلى 4500 كم2 (1700 ميل مربع). في فترات الفيضان، يمكن أن تفيض مياه الأهوار الوسطى التي يغذيها نهر دجلة وتمد الأهوار بالمياه. بحيرة حمّار هي أكبر مسطح مائي داخل الهور وتبلغ مساحتها 120 كم (75 ميل) في 250 كم (160 ميل)، وتتراوح أعماقها بين 1.8 م (5.9 قدم) - 3 م (9.8 قدم). وفي فصل الصيف، ينكشف جزء كبير من شاطئ الأهوار والبحيرة في فصل الصيف، مما يكشف عن جزر تُستخدم للزراعة.

### الحويزة
تقع أهوار الحويزة شرق دجلة ويقع جزء منها في إيران. يتغذى الجانب الإيراني من الأهوار، المعروف باسم هور العظيم، من نهر الكرخة، بينما يغذي الجانب العراقي من الأهوار نهر دجلة المشرح والكحلاء، ولكن بمياه أقل بكثير من نهر الكرخة. خلال فيضان الربيع، قد يتدفق نهر دجلة مباشرة إلى الأهوار. يتم تجفيف الأهوار عن طريق نهر الكسارة. يلعب هذا النهر دورًا حاسمًا في الحفاظ على أهوار الحويزة كنظام جريان متدفق ومنعها من أن تصبح حوضًا ملحيًا مغلقًا.
تمتد الأهوار على مسافة 80 كم (50 ميل) من الشمال إلى الجنوب وحوالي 30 كم (19 ميل) من الشرق إلى الغرب، وتغطي مساحة إجمالية قدرها 3000 كم2 (1200 ميل مربع). تشمل الأجزاء الدائمة من المستنقعات الجزء الشمالي والأوسط بينما الجزء الجنوبي موسمي بشكل عام. يمكن العثور على غطاء نباتي كثيف بشكل معتدل في المناطق الدائمة إلى جانب بحيرات كبيرة بعمق 6 أمتار (20 قدم) في الأجزاء الشمالية. وبما أن أهوار الحويزة كانت الأفضل خلال التجفيف، فإنها يمكن أن تسهل تكاثر النباتات والحيوانات والأنواع الأخرى في الأهوار الوسطى والحمراء.

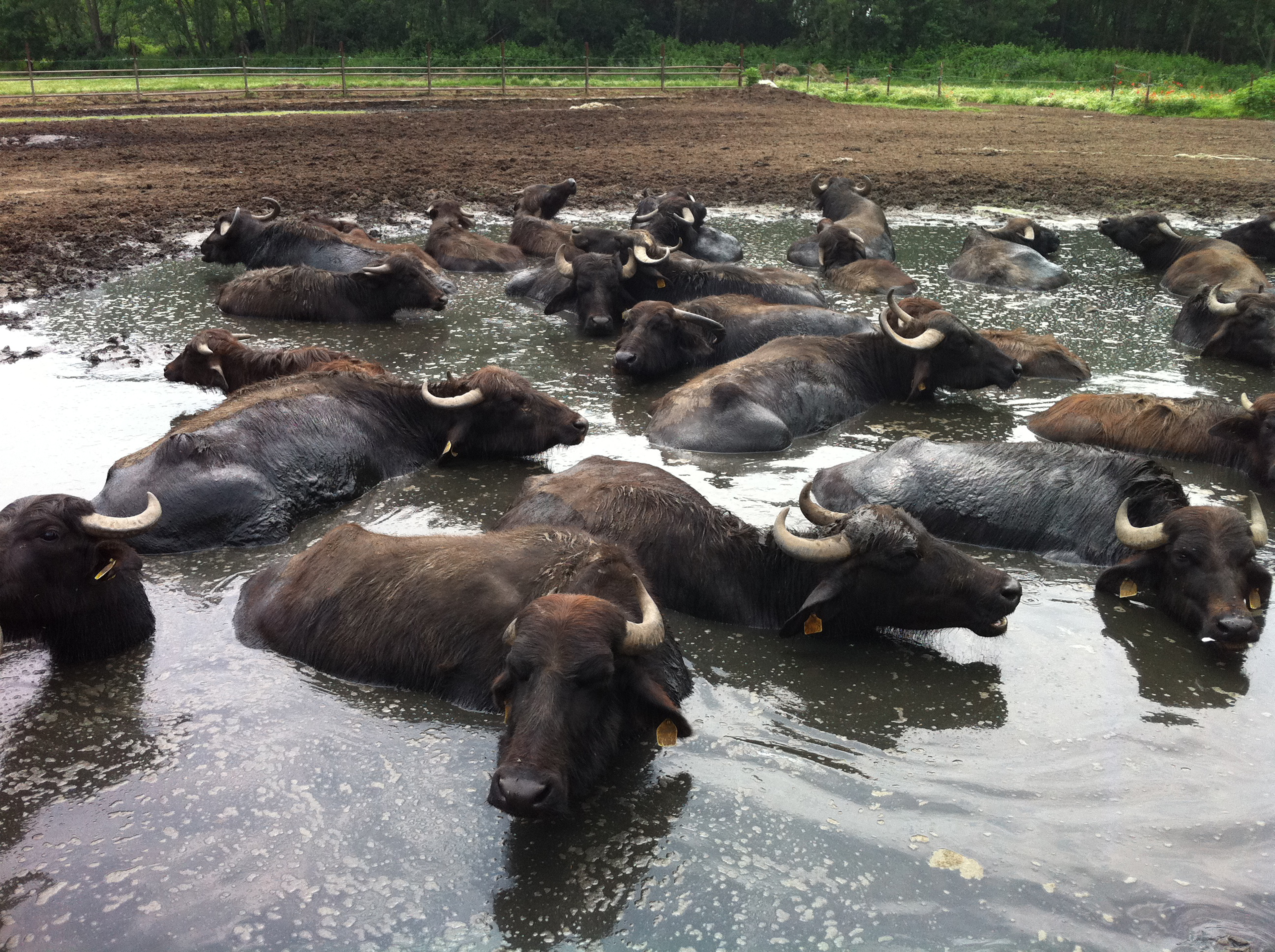
توجد جواميس الماء في الأهوار. يُظهر ختم أحد الكتبة الذين استخدمهم أحد الملوك الأكاديين التضحية بجاموس الماء.

## علم البيئة

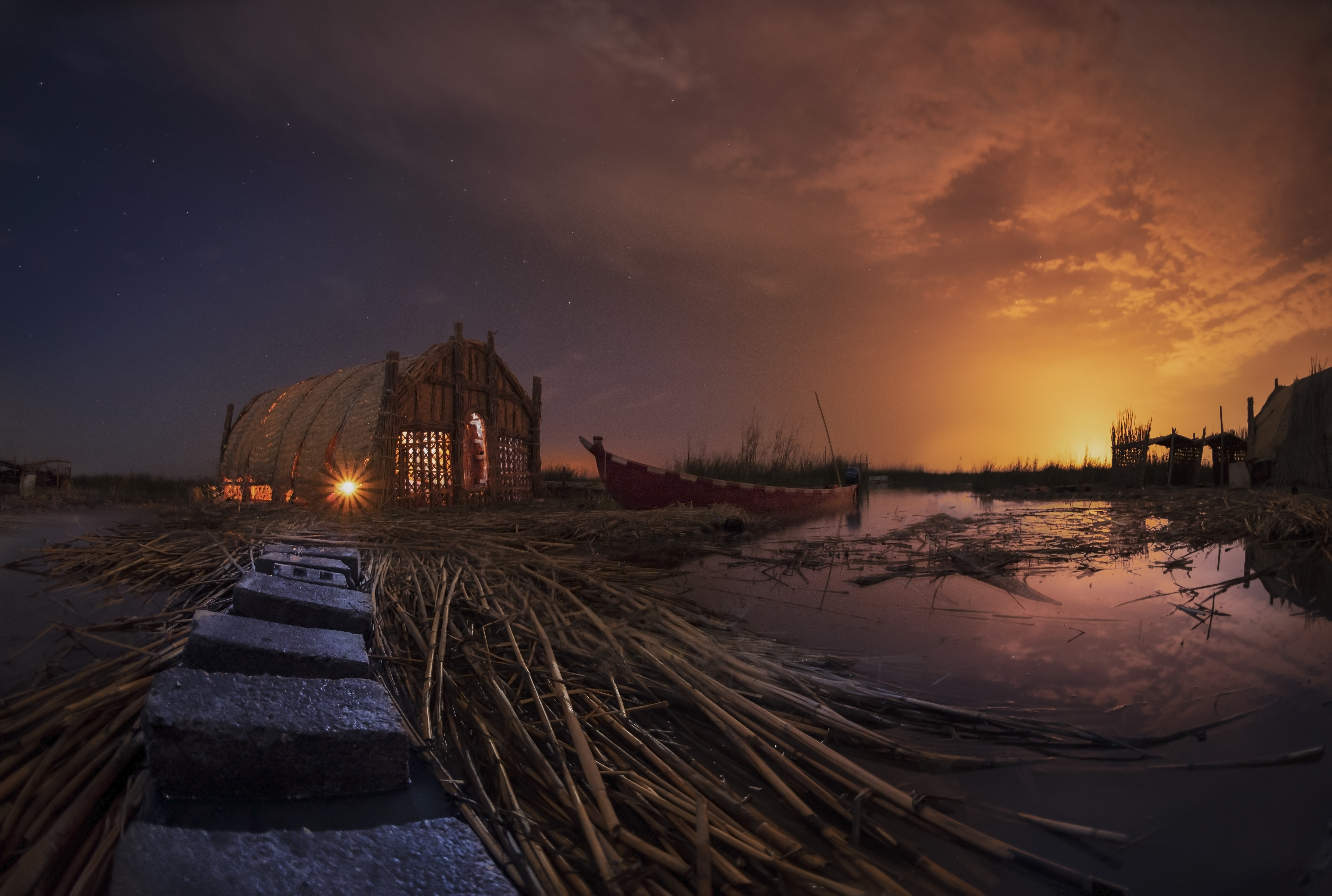
ميسوبوتاميا الأهوار في الليل، جنوب العراق؛ بيت القصب (المضيف) والزورق الضيق (المشوف) في الماء، 2019

تشكل الأهوار منطقة إيكولوجية من الأراضي العشبية والمراعي المغمورة بالمياه، والمعروفة أيضًا باسم الأهوار المالحة الفيضية لنهر دجلة والفرات. تشمل المنطقة البيئية كل من الأهوار العراقية وهور الفلاحية، وهي منطقة رطبة على نهر كارون السفلي في إيران المجاورة. تعتبر الأهوار جزءًا لا يتجزأ من صحة السواحل، حيث تقوم بترشيح الملوثات والنفايات قبل أن تصل إلى الخليج، على الرغم من أن هذه القدرة قد تدهورت بشكل كبير بعد تجفيفها. تعمل الأهوار أيضًا كمواقع للتكاثر والحضانة لأنواع الأسماك والروبيان الساحلية.
تسيطر النباتات المائية على المستنقعات الموسمية والدائمة، بما في ذلك القصب (قيصوب جنوبي)، والقصب ذو السنبلة (بوط دمياطي)، والبردي (سعد بردي). توجد غابات ضفاف الأنهار من الحور (بشكل رئيسي الحور الفراتي)، والأثل، والصفصاف (بشكل رئيسي صفصاف الجداول) على الجزر وضفاف الأنهار.
المستنقعات هي موطن لـ 40 نوعًا من الطيور والعديد من أنواع الأسماك. يحدد حدود نطاق لعدد من أنواع الطيور. تعيش طيور الفلامنجو والبجع والبلشون في المستنقعات. كانت المستنقعات في السابق موطناً لعدد كبير من الطيور ومحطة توقف للعديد من الطيور المهاجرة الأخرى أثناء سفرها من سيبيريا إلى إفريقيا. في خطر هي 40% إلى 60% من سكان العالم من البط ذو البقع الرخامية الذين يعيشون في المستنقعات، بالإضافة إلى 90% من سكان العالم من طائر البازرا للقصب. كما أن أبو منجل المقدس والغراب الأفريقي مهددان أيضًا. توجد في هذا الجزء من جنوب العراق سلالة فرعية من الغراب ذو القلنسوة تُعرف بغراب بلاد الرافدين. سبع أنواع انقرضت الآن من المستنقعات، بما في ذلك الشيهم المتوج الهندي، والجرذ البني، والذئب الرمادي المستنقعي. أدى تجفيف الأهوار إلى انخفاض كبير في الإنتاجية البيولوجية استُعيد تدفق المياه إلى الأهوار وبدأ النظام البيئي في التعافي بعد الإطاحة بنظام صدام حسين من قبل القوة متعددة الجنسيات. كان هناك ارتباك كبير بشأن حالة ثعلب الماء الأوراسي ونوع ماكسوي الفرعي من ثعلب الماء ذو الفراء الناعم في المنطقة، لكن الاستطلاعات الأخيرة أكدت أن كلاهما لا يزال موجودًا.
كان هناك ارتباك كبير بشأن حالة قضاعة أوراسية والفرعية المحلية ماكسويلي من قضاعة الماء الناعمة في المنطقة، لكن الاستطلاعات الأخيرة أكدت أن كلاهما لا يزال موجودًا.

## السكان
المقال الرئيسي: عرب الأهوار
يعيش الماعَد في قرى نائية من منازل معقدة مصنوعة من القصب في جميع أنحاء المستنقعات، وغالبًا ما تصل إليها القوارب فقط. السمك وزراعة الأرز والجاموس والموارد الأخرى تُستخدم أيضًا في حياتهم اليومية. في الخمسينيات، كان يُقدَّر عدد العرب في الأهوار بحوالي 500,000. تقلص عدد السكان إلى حوالي 20,000 بعد التجفيف والانتقام العنيف من صدام، وهرب بين 80,000 و120,000 إلى إيران المجاورة. بعد غزو العراق عام 2003، بدأ العرب في الأهوار بالعودة إلى المستنقعات. قطع الكثيرون السدود والحواجز التي بناها صدام.
قدمت الحكومة العراقية الدعم عبر قنوات مثل صندوق الثقافة الصحية العراقي، الذي يمول العرب الأهوار في جهودهم لحماية الممارسات الثقافية التقليدية. ومع ذلك، لا يزال العرب في الأهوار من أكثر الفئات المحرومة في العراق، يكافحون للحصول على الرعاية الصحية، والمياه الصالحة للشرب، والتغذية الكافية.
مع تزايد ملوحة وتلوث المستنقعات، يُجبر العديد من العرب في الأهوار مرة أخرى على الانتقال. بالنسبة لأولئك الذين يبقون، فإن نمط حياتهم التقليدي مهدد. المستنقعات كانت تزود العراق بـ 60 في المئة من أسماكه؛ وقد انخفض هذا الرقم إلى الأرقام الفردية. هذا، جنبًا إلى جنب مع نقص المياه الصالحة للشرب لتربية الجاموس، يدفع بعض العرب في الأهوار إلى أطراف الأهوار، حيث يزرعون الحبوب.

## تاريخ

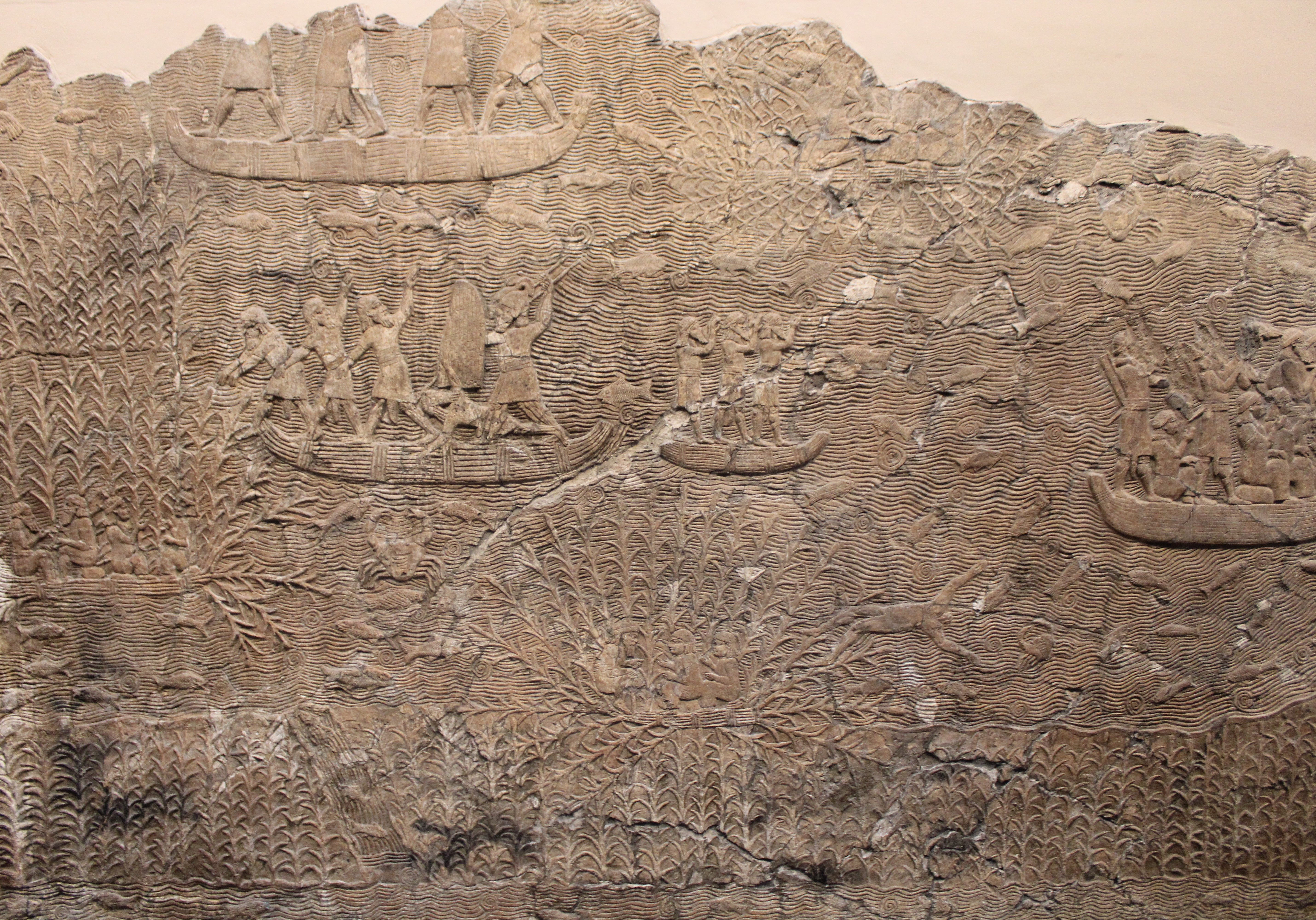
الحملة في مستنقعات جنوب بابل خلال عهد آشوربانيبال. يظهر الجنود الآشوريون في قارب يطاردون الأعداء الذين يحاولون الهرب؛ بعضهم يختبئ في القصب.

في الألفية الرابعة قبل الميلاد، ظهرت أولى المجتمعات المتعلمة في جنوب بلاد الرافدين، والتي تُعرف غالبًا بـ "مهد الحضارة"، وتم تطوير أولى المدن والبيروقراطيات الحكومية المعقدة هناك خلال فترة أوروك. بسبب الموقع الجغرافي والعوامل البيئية للهلال الخصيب، وهي منطقة خصبة على شكل هلال تمتد من أحواض النيل في مصر، شمالاً على طول الساحل المتوسطي في فلسطين، وجنوباً مرة أخرى على طول نهري الفرات ودجلة نحو الخليج العربي، تمكنت الحضارات من تطوير برامج زراعية وتكنولوجية. العامل الحاسم كان توفر الأنواع النباتية البرية الصالحة للأكل. نشأت الزراعة في وقت مبكر في الهلال الخصيب لأن المنطقة كانت تحتوي على كمية كبيرة من أنواع القمح والبقوليات البرية التي كانت مغذية وسهلة الاستئناس.
في القرنين العاشر والحادي عشر، كانت المستنقعات موقع دولة البطيحة التي أسسها عمران بن شاهين.

### التجفيف والجهود اللاحقة لاستعادة الأراضي
المقال الرئيسي: تجفيف الأهوار في بلاد الرافدين

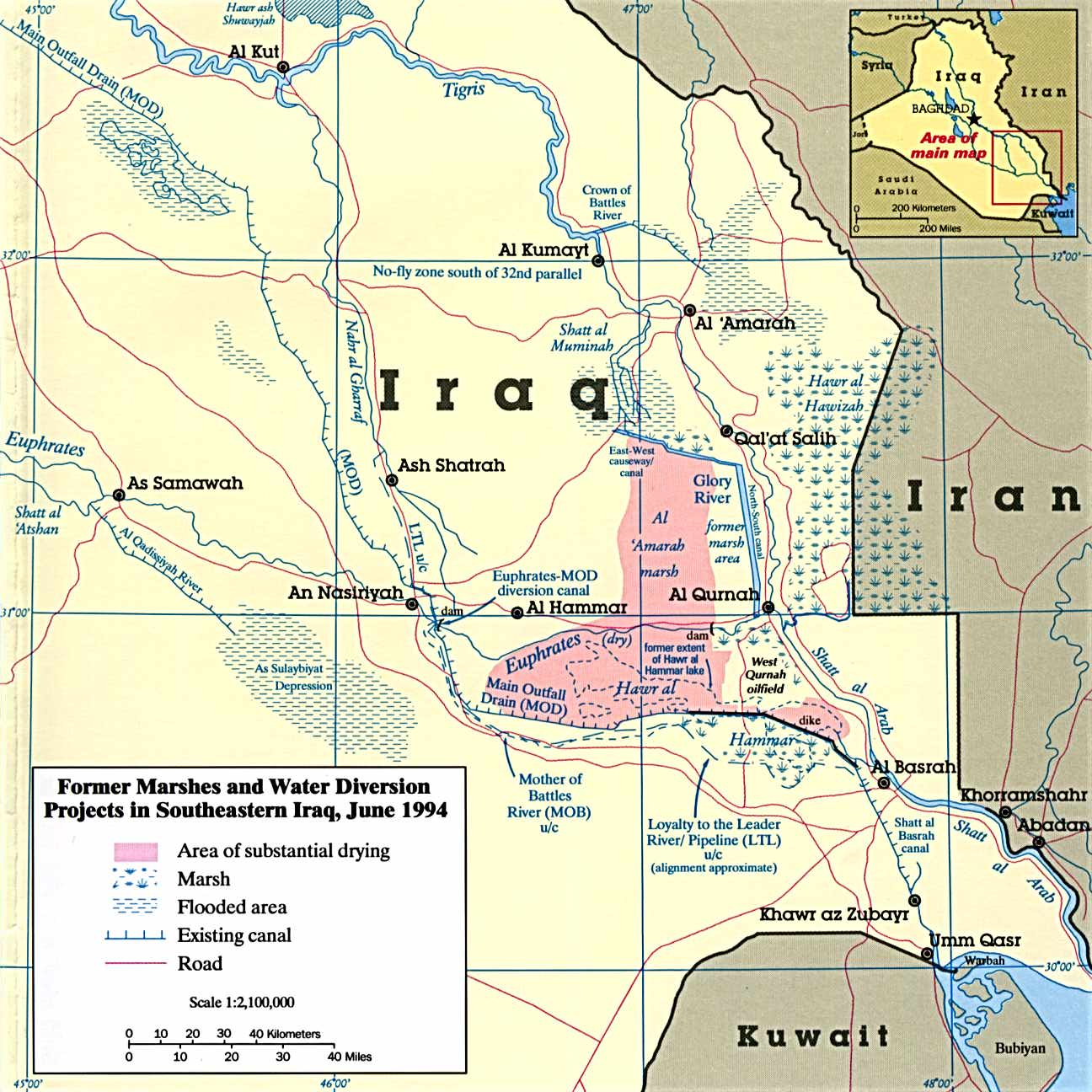
خريطة عام 1994 لأهوار بلاد الرافدين مع ميزات التجفيف
بدأت عملية تجفيف الأهوار في بلاد الرافدين في الخمسينيات من القرن الماضي مع الأهوار الوسطى وتزايدت تدريجياً حتى أثرت على الأهوار الرئيسية الأخرى حتى أوائل القرن الحادي والعشرين مع غزو العراق عام 2003. كان الهدف من تجفيف الأهوار في البداية استصلاح الأراضي للزراعة مع التنقيب عن النفط، لكنه لاحقًا أصبح عقوبة للعرب الشيعة ردًا على انتفاضات عام 1991 في العراق. كان تجفيف الأهوار ناتجًا إلى حد كبير عن السدود والحواجز والهياكل التحويلية الأخرى التي بُنيت في العراق، ولكنها تفاقمت بسبب بناء السدود في المنبع في سوريا وتركيا.
بينما كان المهندسون البريطانيون يعملون مع الحكومة العراقية، أعدّ فرانك هايغ تقرير هايغ في عام 1951. أوصى تقريره بإنشاء مجموعة من القنوات والسدود والحواجز في الأجزاء السفلى من نهري دجلة والفرات. يمكن استخدام هذه الهياكل للتحكم في المياه لتصريف المستنقعات وبالتالي خلق أراض زراعية مربحة. في عام 1953، بدأ البناء على النهر الثالث أو مصرف التصريف الرئيسي ولاحقًا نهر صدام الذي سيصرف المياه من الأهوار الوسطى تحت نهر الفرات ومن خلال قناة في النهاية إلى الخليج العربي. تقدم العمل في النهر الثالث ومشاريع الصرف الأخرى، وخاصة لهورالحويزة، بسرعة في الثمانينيات خلال حرب إيران–العراق من أجل منح العراقيين ميزة تكتيكية في المستنقعات. تم أيضًا تجفيف جزء من هور الحمّار في عام 1985 لتوفير مساحة لاستكشاف النفط. جرى تصريف جزء من هور الحمار أيضًا في عام 1985 لتوفير مساحة لاستكشاف النفط.
بعد حرب الخليج عام 1991، تمرد المسلمون الشيعة في جنوب العراق ضد صدام حسين، الذي بدوره قمع التمرد وزاد من تسريع تصريف الأهوار الوسطى وهور الحمار لطرد الشيعة الذين لجأوا إلى الأهوار. باستثناء محطة ضخ تصريف الناصرية، تم الانتهاء من نهر الثالث بطول 565 كم (351 ميل) في عام 1992 وتم إنشاء قناتين أخريين جنوبه وعلى مقربة منه. أحدها، قناة أم المعارك، تم بناؤها لتحويل تدفق نهر الفرات إلى الجنوب أسفل هور الحمّار. ثانيًا، قناة الولاء للقائد بطول 240 كم والمعروفة أيضًا بقناة المياه العذبة في البصرة، والتي تنبع من منطقة الفرات السفلى، جمعت المياه من مصب نهر الغراف وحولتها تحت الفرات، بعيدًا عن الأهوار الوسطى وتحت أهوار الحمار نحو البصرة. تم أيضًا بناء نهر المجد لتحويل المياه من روافد دجلة المتجهة جنوبًا شرقًا ومتوازية على طول دجلة حتى تصل إلى الفرات بالقرب من التقاءه مع دجلة في القرنة.
بحلول غزو العراق عام 2003، كانت الأهوار قد فقدت 90% من حجمها مقارنة بالعقود السابقة. تم تجفيف الاهوار الوسطى وهور الحمار تقريبًا ولم يتبقى سوى 35% من هور الحويزة. دمّر السكان المحليون السدود بعد الغزو. الجهود المشتركة لحكومة العراق، والأمم المتحدة، والوكالات الأمريكية، وهطول الأمطار القياسي في تركيا ساعدت في بدء استعادة الأهوار. بحلول أواخر عام 2006، تم إعادة غمر 58% من المستنقعات الأصلية. تم الانتهاء من محطة ضخ تصريف الناصرية في عام 2009، مما سمح باستخدام النهر الثالث لتصريف المياه الزراعية. تم الانتهاء من محطة ضخ تصريف الناصرية في عام 2009، مما أتاح استخدام نهر الفرات الثالث لتصريف المياه الزراعية. أدى الجفاف الأخير واستمرار بناء وتشغيل السدود في تركيا وسوريا وإيران إلى تقليص المستنقعات إلى حوالي 30% من حجمها الأصلي بحلول عام 2009. قامت تركيا ببناء ما لا يقل عن 34 سداً على نهري دجلة والفرات، مما يهدد استعادة الاهوار.
من مستوى مرتفع يبلغ حوالي 75% تم استعادته في عام 2008، تراجعت الأراضي الرطبة إلى 58% من متوسط مستوى ما قبل التصريف بحلول ربيع عام 2015. في غضون ذلك، مع انخفاض مستوى المياه، زادت الملوحة إلى 15,000 جزء في المليون في بعض المناطق، بعد أن كانت تتراوح بين 300 إلى 500 جزء في المليون في الثمانينيات. "عندما كانت مستويات مياه النهر مرتفعة، كانت دجلة ذات الملوحة المنخفضة تغسل الأهوار، وتنظفها، وتدفع الرواسب المالحة إلى الفرات الأكثر ملوحة، الذي يجري على الحافة الغربية." لكن الآن أصبح نهر دجلة منخفضًا لدرجة أن نهر الفرات يوفر معظم المياه في الأهوار.
تُعطي الحكومة الأولوية لتوفير المياه للمدن الواقعة على ضفاف دجلة وشط العرب، مما يؤدي إلى تقليل التدفق إلى الأهوار.

### التهديدات الناتجة عن تغير المناخ والتلوث
ارتفعت درجات الحرارة في المنطقة بأكثر من 0.5 درجة مئوية كل عقد، مما تسبب في الجفاف في العراق والدول المجاورة التي تتدفق مياهها إلى نهري دجلة والفرات. بالإضافة إلى السدود الموجودة في مجرى النهر، فإن هذا الانخفاض في المياه قد تسبب في تفتيت المستنقعات الثلاثة الرئيسية إلى عشرة مستنقعات أصغر.
تُلقى كميات هائلة من مياه الصرف الصحي غير المعالجة والملوثات الأخرى في نهري دجلة والفرات، وتتجه في اتجاه مجرة النهر إلى الاهوار مما يؤدي إلى تدهور جودة المياه بشكل أكبر.

## مواقع ذات علاقة
موقع برنامج الأمم المتحدة البيئي - مشروع الأهوار